# Калінінський район (Тверська область)
Калінінський район (рос. Калининский район) — муніципальний район у складі Тверської області Російської Федерації.
Адміністративний центр — місто Твер, обласний центр, який є окремим міським округом, і до складу району не входить.

## Адміністративний устрій
До складу району входять 3 міських та 15 сільських поселень:
1. Міське поселення — смт Васильєвський Мох
2. Міське поселення — смт Орша
3. Міське поселення — смт Суховерково
4. Аввакумовське сільське поселення (центр Аввакумово)
5. Бурашевське сільське поселення
6. Верхньоволзьке сільське поселення
7. Еммауське сільське поселення
8. Заволзьке сільське поселення
9. Каблуковське сільське поселення
10. Красногорське сільське поселення(інші мови)
11. Кулицьке сільське поселення
12. Медновське сільське поселення
13. Михайловське сільське поселення(інші мови)
14. Нікулінське сільське поселення
15. Славновське сільське поселення
16. Тургиновське сільське поселення
17. Черногубовське сільське поселення
18. Щербинінське сільське поселення